# Lauri Valonen
Lauri Valonen   (Hèlsinki, 28 de novembre de 1909 - Lahti, 2 d'octubre de 1982) va ser un esquiador de combinada nòrdica i saltador amb esquís finlandès que va competir durant la dècada de 1930.
En el seu palmarès destaca una medalla de plata en combinada nòrdica al Campionat del Món d'esquí nòrdic de 1935. El 1936 va prendre part en els Jocs Olímpics d'Hivern de Garmisch-Partenkirchen, on fou quart en la prova de combinada nòrdica i sisè en la de salt amb esquís.